# Microrregión de Nova Andradina
La microrregiónde Nova Andradina es una de las microrregiones del estado brasileño de Mato Grosso del Sur perteneciente a la mesorregión del Este de Mato Grosso del Sur. Su población, según el Censo IBGE en 2010, es de 88.368 habitantes y está dividida en 5 municipios. Posee un área total de 13.457,689 km².

## Municipios
- Anaurilândia;
- Bataguassu;
- Batayporã;
- Nueva Andradina;
- Taquarussu.